# 86e corps de fusiliers
Pour les articles homonymes, voir 86e corps.
Le 86e corps de fusiliers (en russe : 86-й стрелковый корпус) est un corps d'armée de l'Armée rouge et plus tard de l'Armée soviétique. Créé en Sibérie pendant la Seconde Guerre mondiale, il est dissous en 1956.

## Seconde Guerre mondiale
Formé en 1943 au sein de la 36e armée du Front de Transbaïkalie, le corps passe les deux années suivantes comme unité de garnison. Le corps est réduit à un rôle administratif jusqu'au mai 1944 où les cinq divisions de la 36e armée (94e, 209e, 210e, 278e et 298e divisions de fusiliers) lui sont rattachées. Le corps redevient une unité administrative le mois suivant. Au début de 1945, le corps a sous commandement les 94e et 298e divisions, mais les 209e, 210e et 278e sont encore des divisions distinctes. Lorsque l'offensive en Mandchourie est initiée, la 36e armée joue un rôle secondaire sur le flanc ouest des forces d'invasion et a connait très peu de combats avant la capitulation japonaise le 20 août.
En reconnaissance de sa traversée des montagnes du Grand Khingan, le corps reçoit le titre honorifique « du Khingan » (russe : Хинганский) fin 1945.

## Après-guerre
Après la fin de la guerre, le corps devient partie du district militaire de Transbaïkalie-Amour avec le reste de la 36e armée. Son quartier général à partir de la fin 1945 est à Tsougol (ru), dans l'oblast de Tchita, avec le numéro d'unité militaire 68613 et comprenait la 36e division de fusiliers motorisés et la 94e division de fusiliers. La 36e division devient une division de fusiliers standard en juin 1946. Le 10 juillet 1947, le district militaire est réorganisé en district militaire de Transbaïkalie avec son quartier général formé à partir du quartier général de la 36e armée. Le quartier général du 86e corps est utilisé pour former le nouveau quartier général de la 36e armée à Tsougol. Le 2 juillet 1955, le corps est renuméroté 26e corps de fusiliers avant d'être dissous le 18 mai 1956. Les 36e et 94e divisions sont dissoutes à peu près au même moment.

## Commandants
Les officiers suivants ont commandé le corps :
- Major-général Vassili Viktorov (1er août 1943-3 avril 1944)[4]
- Major-général Vladimir Akimov (4 avril-6 décembre 1944)[4]
- Major-général Vassili Bourmasov (7 décembre 1944-3 avril 1945)[4]
- Major-général Grigori Revounenkov (4 avril 1945-mars 1947)[4],[3]
- Lieutenant-général Ivan Kravtsov (ru) (mars 1947-juillet 1950) [3]
- Major général Mikhaïl Iagodine (juillet 1950-6 mai 1952) [3]
- Major général (promu lieutenant général le 8 août 1955) Ivan Kalioujni (6 mai 1952-18 mai 1956) [3]